# Institut national des études territoriales
El Institut national des études territoriales (INET, en español Instituto nacional de estudios territoriales) es una escuela de administración pública francesa. Fundada en 1990, forma a los altos funcionarios de gobiernos locales (municipios de más de 80 000 habitantes, departamentos y regiones.)
Como la Escuela Nacional de Administración, es una de las más grandes escuelas de función pública en Francia.
Desde 2010, su director es Jean-Marc Legrand.

## Historia
En 1945, el general Charles de Gaulle creó la primera escuela de formación de altos funcionarios en Francia: la Escuela Nacional de Administración.
Después de 10 años de decentralización administrativa en Francia, el Estado francés decidió crear otra escuela para formar a los altos funcionarios de los municipios, de los departamentos y de las regiones.
Por eso fue creado, en 1988, un Instituto de estudios superiores para la función pública territorial que cambió de nombre en 1998 para llamarse Institut national des études territoriales.

## Formaciones

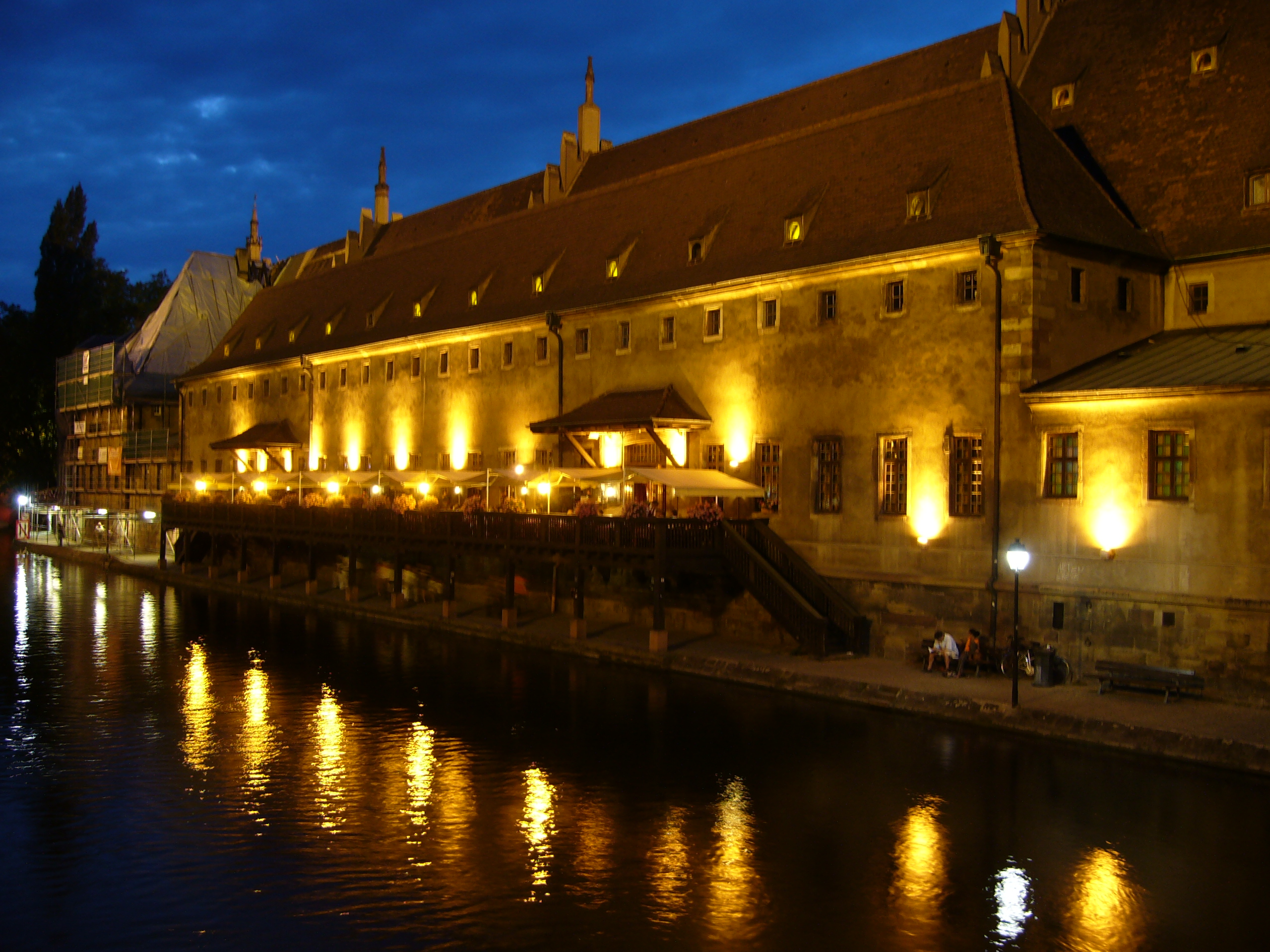
Edificio de la Antigua Aduana de Estrasburgo que está muy cerca de la INET.

El INET forma a los llamados "administradores territoriales", lo que corresponde al grado de director de los servicios de un municipio, un departamento o una región.
El INET también forma a los directores de bibliótecas y de museos.

## Concurso
Se entra en el INET después de un concurso muy competitivo. La gente en general toma el examen después de una maestría en el Instituto de Estudios Políticos de París (conocido como Sciences Po).
Para selecionar a los alumnos, tres tipos de concursos se organizan cada año:
El "concours externe" (concurso externo) para los estudiantes,
El "concours interne" (concurso interno) para las personas que ya han trabajado 5 años como funcionario local,
El "troisième concours" (tercer concurso) para las personas que ya han trabajado al menos ocho años en una empresa privada.
El examen se divide en dos partes:
La parte escrita incluye
- Un ensayo de derecho público
- Un ensayo de economía
- Un ensayo de "conocimientos generales" (la cultura générale, muy común en los concursos franceses),
- Una nota de síntesis sobre un tema de política local (un resumen de 40 a 70 páginas de documentos)
- Un último examen elegido por el candidato entre diversos temas.

Una parte oral, tomada únicamente por los candidatos que han obtenido las más altas calificaciones en el examen oral, consiste en
- Un examen oral sobre las finanzas públicas
- Un examen oral sobre en el derecho administrativo local
- Un examen oral, sobre la legislación europea o en la ley de trabajo
- Un examen oral de lengua extranjera (Inglés, español, árabe, etc.)
- Un examen oral 45 minutos durante el cual un jurado hace preguntas al candidato sobre temas muy diversos como la historia, las políticas públicas locales o el derecho público.

Por lo general, 1000 estudiantes toman el  "concours externe." Después de los exámenes escritos y de los exámenes orales, sólo 30 entran en la escuela.

## Nombre de promoción y efectivos
En el INET como en muchas escuelas de funcionarios en Francia, cada promoción tiene un nombre.
| Promociones de administradores territoriales | Concours externe | Concours interne | Troisième concours | Total |
| -------------------------------------------- | ---------------- | ---------------- | ------------------ | ----- |
| Paris locaux 1990 (1990-)                    | 6                | 6                | -                  | 12    |
| (1991-)                                      |                  |                  | -                  | '     |
| Félicité de Lamennais (1992-1993)            |                  |                  | -                  | '     |
| Gaston Defferre (1993-1994)                  |                  |                  | -                  | '     |
| (1994-)                                      |                  |                  | -                  | '     |
| François Mauriac (1995-)                     | 10               | 10               | -                  | 20    |
| À l'échelle humaine (1996-1997)              | 10               | 10               | -                  | 20    |
| (1997-)                                      | 10               | 10               | -                  | 20    |
| François Rabelais (1998-1999)                | 10               | 10               | -                  | 20    |
| Mirabeau (1999-2000)                         | 15               | 15               | -                  | 30    |
| Louise Weiss (2000-2001)                     | 20               | 20               | -                  | 40    |
| Jean Vilar (2001-2002)                       | 20               | 20               | -                  | 40    |
| Terres des Hommes (2002-2003)                | 24               | 25               | -                  | 49    |
| Olympe de Gouges (2003-2004)                 | 25               | 25               | -                  | 50    |
| Vercors (2004-2005)                          | 23               | 22               | 5                  | 50    |
| Cervantes (2005-2006)                        | 27               | 27               | 6                  | 60    |
| Théodore Monod (2006-2007)                   | 27               | 27               | 6                  | 60    |
| Lucie Aubrac (2007-2008)                     | 27               | 27               | 6                  | 60    |
| Galileo (2008-2009)                          | 29               | 29               | 7                  | 65    |
| Aimé Césaire (2009-2010)                     | 32               | 31               | 7                  | 70    |
| Robert Schuman (2010-2011)                   | 30               | 29               | 6                  | 65    |
| Salvador Allende (2011-2012)                 | 30               | 29               | 5                  | 64    |

| Promociones de directores de bibliotecas públicas | Concours externe | Concours interne | Total |
| ------------------------------------------------- | ---------------- | ---------------- | ----- |
| (2003)                                            | 8                | 2                | 10    |
| (2004)                                            | 8                | 2                | 10    |
| Georges Perec (2005-2007)                         | 8                | 2                | 10    |
| Flora Tristan (2006-2007)                         | 8                | 2                | 10    |
| Jean-Pierre Vernant (2007-2008)                   | 18               | 6                | 24    |

| Promotions de directores de museos públicos | Concours externe | Concours interne | Total |
| ------------------------------------------- | ---------------- | ---------------- | ----- |
| Hiéronymus Bosch (2002)                     | 11               | 2                | 13    |
| Jacques Tati (2003)                         | 11               | 2                | 13    |
| Niki de St Phalle (2004-2006)               | 14               | 1                | 15    |
| Georges Meliès (2005-2007)                  | 10               | 2                | 12    |
| Erik Satie (2006-2007)                      | 11               | 2                | 13    |
| Saint-John Perse (2007-2008)                | 9                | 1                | 10    |

## Antiguos alumnos

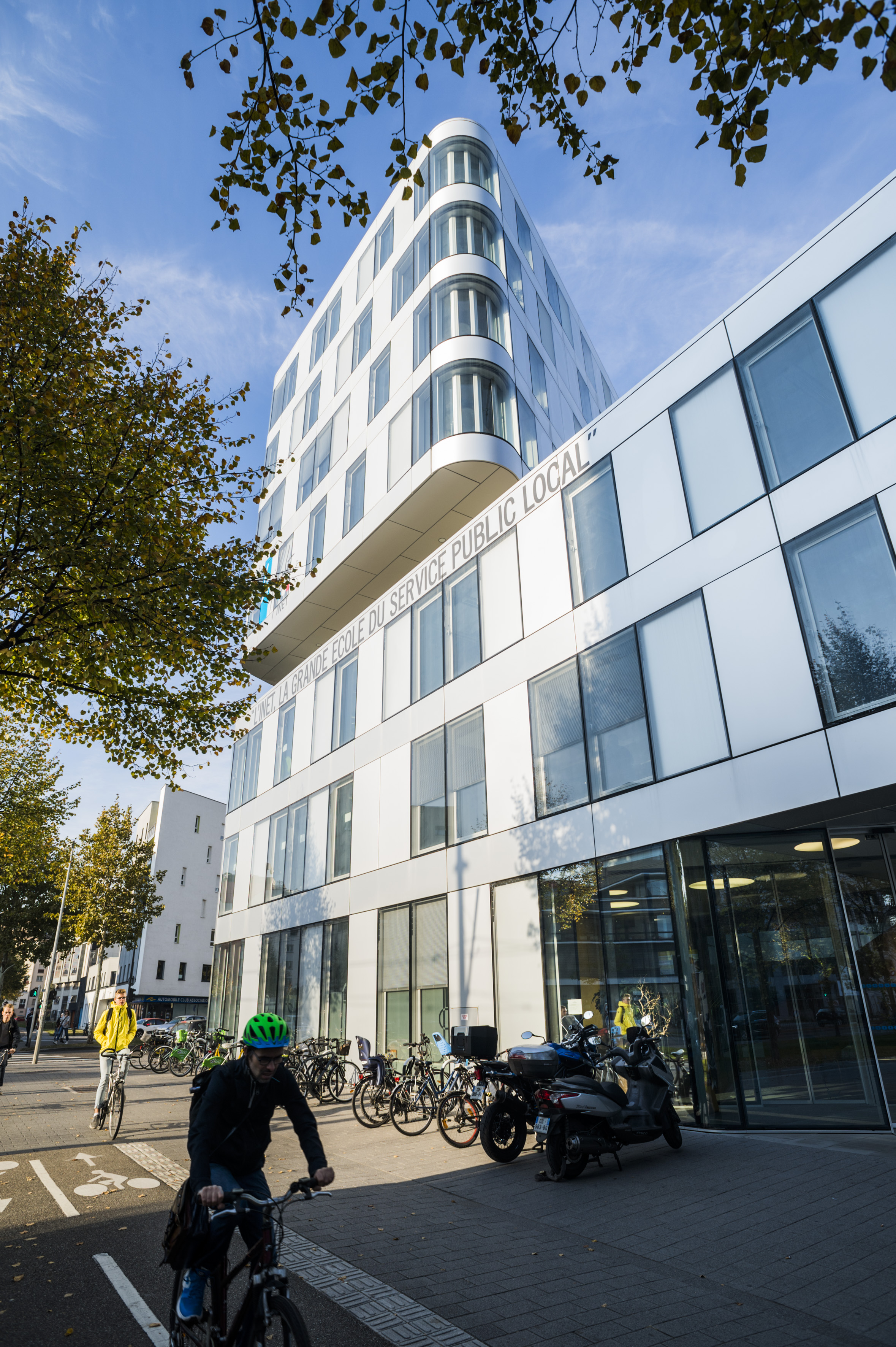
Entrada del INET en Estrasburgo

### Personalidades políticas
- Brice Hortefeux, antiguo ministro francés[1] ;
- Marie-Luce Penchard, antigua ministra francesa[2];
- Jean-Jacques Hyest,[3] senador francés ;
- Jean-Christophe Parisot,[4] hombre político francés ;
- Bernard Roman,[5] diputado socialista francés.

### Prefectos y subprefectos
- Jean-Paul Bonnetain[6] ;
- Jean-Régis Borius[7] ;
- Gilles Cantal[8] ;
- Stéphane Daguin[9] ;
- Jérôme Decours[10] ;
- Yves de Roquefeuil[11] ;
- Gérard Derouin[12] ;
- Yvette Mathieu[13] ;
- Jacques Troncy[14] ;
- Salvador Pérez.[15]